# Stolephorus tri
Stolephorus tri är en fiskart som först beskrevs av Pieter Bleeker 1852.  Stolephorus tri ingår i släktet Stolephorus och familjen Engraulidae. Inga underarter finns listade i Catalogue of Life.